# おばけのムーラちゃん
『おばけのムーラちゃん』は水木しげるによる日本の漫画作品。『テレビマガジン』（講談社）1979年2月号から12月号まで連載された。

## 概要
「ムーラちゃん」と呼ばれる不思議な生物が、妖怪を相手に活躍する児童向けの作品。
アニメ化の企画も進んでいたと言われるが実現には至らなかった。また、水木の次女・悦子曰く「ムーラちゃん」という名前は、水木しげるの本名である「武良（むら）」から付けられ、デザインは家にあったオモチャを参考にしたと述べている。
2017年には水木しげるロードに「ムーラちゃん」のブロンズ像が設置された。

## あらすじ
直一と、えつ子は、とっくり山で奇妙な生物を発見し、家に持ち帰ることにする。2人は、ほじくりじいさんに相談をし、生物の正体はムー大陸の生き残りで、名前は「ムーラちゃん」だと教えられる。ムーラは直一たち家族と一緒に暮らすことになり、それから数々の不思議な事件を解決してゆく。

## 主な登場キャラクター
ムーラ
1万2千年の眠りから目覚めた、ムー大陸の王様（最終回ではムーンの王子に変更）。壷を伏せた様な胴体に耳か角の様な丸い突起、目、腕が一対ずつ付いた姿。マシュマロの様な柔らかい体をしており、自由に変形する事ができる。また、妖怪の対処法などに詳しい。
直一（なおかず）
小学生の男の子。モデルは水木の長女・尚子だが、男児向け雑誌のためきょうだいの片方を男の子に変えたという。
えつ子
直一の妹。モデルは水木の次女・悦子。
ほじくりじいさん
古墳でムーラを発見し密かに飼っていたが、直一たちに見つかったのでムーラを譲ることにする。
虫郎（むしろう）・虫子（むしこ）
寄生虫。ムーラを親方と呼び、手助けをする。
水神（みずがみ）
金魚のような姿をした神様。引力を自由に操作し、水を持ち上げたり空中を漂うことが出来る。熱湯をまとっても平気だが、逆に氷点下の低温は苦手。
チョンチョニイ
病人がいる家の屋根にとまり、怪しい力で病人を殺して食べる妖怪鳥。大きな耳を取られてもそれを遠隔操作できるが、その耳を逆さに付けられると力を失う。
女夜叉（おんなやしゃ）
中国の妖怪。黒い息を吹きかけ、相手をシラミにしてしまう。
グイイ
土の精。地下から子供を攫い、不思議なびんの中に閉じ込める。
ランスグイル
東南アジアの魔女。魔法のほうきを使い子供を誘拐して生贄にする。
カルマ
フィンランドの妖怪。人や動物の鼻の穴から入り込み、内臓を食べ尽くす。
パック
イギリスのいたずら妖怪。最初は留学に来た宇宙人と偽ったが、実は勉強が大嫌い。
まめだぬき
ムーラを目の敵にし、様々な手を使って挑んでくる。
ムーンの王
ムーラの父親。地球を旅行中に眠りに就いたムーラが目覚める時が来たため、迎えの船を寄越す。

## 単行本
- 『フーシギくん／おばけのムーラちゃん』 文藝春秋〈水木しげる特選怪異譚〉、1999年10月、ISBN 4-16-099921-2
- 『フーシギくんとおばけのムーラちゃん』 徳間書店〈トクマコミックス〉、2010年12月、ISBN 978-4-19-780481-8
- 『フーシギくん他』 講談社〈水木しげる漫画大全集〉、2014年1月、ISBN 978-4-06-377518-1